# Bruno Henrique (Fußballspieler, 1992)
Bruno Henrique de Sousa (* 25. Oktober 1992 in Goiânia), auch einfach nur Bruno Henrique genannt, ist ein brasilianischer Fußballspieler.

## Karriere
Bruno Henrique erlernte das Fußballspielen in den Jugendmannschaften von AA Francana und dem Goiás EC. 2012 wurde er von der Jugend an den Viertligisten AA Aparecidense aus Aparecida de Goiânia ausgeliehen. Hier bestritt er drei Drittligaspiele. Nach der Ausleihe kehrte er zu Goiás zurück. Ende Juli 2016 ging er nach Asien. Hier unterschrieb er in Thailand einen Vertrag beim Zweitligisten Navy FC. Bei dem Verein aus Sattahip stand er bis Jahresende unter Vertrag. Im Januar 2014 kehrte er in seine Heimat zurück. Hier spielte er bis Anfang Juli 2016 für die Vereine Rio Branco SC, Sertãozinho FC, Valeriodoce EC, Uberaba SC und GE Anápolis. Am 4. Juli 2016 ging er nach Europa, wo er in Portugal einen Vertrag beim Zweitligisten Leixões SC unterschrieb. Für den Verein aus Matosinhos bestritt er elf Zweitligaspiele. Nach kurzer Vertragslosigkeit ging er wieder nach Brasilien. Hier spielte er von Januar 2017 bis Mitte August 2017 für Uberaba SC und den EC Novo Hamburgo. Am 15. August 2017 unterschrieb er in Moldawien einen Vertrag beim FC Zaria Bălți. Für den Erstligisten aus Bălți bestritt er sieben Ligaspiele. Bei dem Verein stand er bis Mitte Februar 2018 unter Vertrag. Nach den brasilianischen Stationen CA Portal und AA Altos ging er im Juli 2018 wieder nach Portugal. Hier schloss er sich in Aveiro dem SC Beira-Mar an. Ende März 2019 ging er wieder in seine Heimat um bis Jahresende für Moto Club de São Luís zu spielen. Hồng Lĩnh Hà Tĩnh FC, ein Erstligist aus Vietnam, nahm ihn im November 2019 unter Vertrag. Nach einer Spielzeit, in der er zehn Tore in zwanzig Ligaspielen erzielte, wechselte er zum ebenfalls in der ersten Liga spielenden Sông Lam Nghệ An. Für den Verein aus Vinh stand er zehnmal auf dem Spielfeld. Von Anfang Juli 2021 bis Ende Januar 2022 war er vertrags- und vereinslos. Nach einem kurzen Gastspiel beim brasilianischen Verein Goiatuba EC wechselte er im Juli 2022 wieder nach Vietnam. Hier verpflichtete ihn der Erstligist Hoàng Anh Gia Lai. Für den Klub aus Pleiku bestritt er bis Saisonende neun Ligaspiele. Von Dezember 2022 bis Januar 2024 war er wieder vertrags- und vereinslos. Im Januar 2024 nahm ihn sein Jugendverein AA Francana bis Mitte des Jahres unter Vertrag. Im Sommer 2024 ging er ein zweites Mal nach Thailand. Hier nahm ihn der Zweitligist Phrae United FC unter Vertrag.